# Псамметіх III
Псамметіх III — давньоєгипетський фараон, останній правитель XXVI династії.

## Життєпис
Був сином Яхмоса II.
За його правління перси почали наступ на Єгипет. Зосередивши свої війська у Палестині, Камбіс уклав угоду з арабськими кочівниками, в руках яких перебували шляхи, що вели через Синайську пустелю до кордонів Єгипту. Завдяки цьому він забезпечив свою армію запасами питної води, яку доставляли йому верблюдами. На морі перси не мали власного флоту, але вони максимально використовували фінікійські та, частково, грецькі кораблі.
Незважаючи на такі сприятливі обставини, єгипетська армія чинила завойовникам значний спротив у прикордонній битві при Пелусії, де за 70 років Геродот оглядав поле бою та виявив величезну кількість кісток убитих.
У травні 525 року до н. е. був захоплений Мемфіс, де перси жорстоко розправились із місцевими жителями: 2000 осіб, включаючи сина Псамметіха, було страчено, але самого Псамметіха помилували. Після цього Камбіс коронувався на єгипетське царство, узявши титул «цар Єгипту, цар країни» (серпень 525 до н. е.).
Скориставшись невдачею Камбіса у його поході проти Нубії, Псамметіх підбурив повстання проти персів. Однак наприкінці 524 року до н. е. Камбіс повернувся до Мемфіса та вчинив там жорстоку розправу над повстанцями. Підбурювач повстання Псамметіх був страчений, а у країні відновлено перське панування. Намісником у Єгипті був призначений перс Аріанд.
Дочка Псамметіха була продана у рабство, а син колишнього фараона був засуджений до страти й розчленований. Псамметіх, який міркував про повстання, був змушений випити чашу з кров'ю бика, що привело до смерті фараона (523 до н. е.).